# Saison 13 de Bob's Burgers
 (mai 2025).
Si vous disposez d'ouvrages ou d'articles de référence ou si vous connaissez des sites web de qualité traitant du thème abordé ici, merci de compléter l'article en donnant les références utiles à sa vérifiabilité et en les liant à la section « Notes et références ».
Chronologie
Saison 12
La Treizième saison de la série télévisée d'animation Bob's Burgers est diffusée aux États-Unis depuis le 25 septembre 2022 sur la Fox.

## Épisodes
Les épisodes de cette saison sont :
| №   | #  | Titre                                                               | Réalisation     | Scénario                                 | Première diffusion  | Code de prod. | Audiences |
| --- | -- | ------------------------------------------------------------------- | --------------- | ---------------------------------------- | ------------------- | ------------- | --------- |
| 239 | 1  | Être ou ne pas être Bob To Bob, or Not to Bob                       | Chris Song      | Lizzie Molyneux-Logelin & Wendy Molyneux | 25 septembre 2022 - | BASA22        | 1.67      |
|     |    |                                                                     |                 |                                          |                     |               |           |
| 240 | 2  | L'Horreur du lac puant The Reeky Lake Show                          | Mathew Long     | Rich Rinaldi                             | 2 octobre 2022 -    | CASA01        | 1.06      |
|     |    |                                                                     |                 |                                          |                     |               |           |
| 241 | 3  | Et si on parlait boulot What About Job?                             | Tom Riggin      | Lizzie Molyneux-Logelin & Wendy Molyneux | 9 octobre 2022 -    | CASA02        | 1.68      |
|     |    |                                                                     |                 |                                          |                     |               |           |
| 242 | 4  | La Comètie des erreurs Comet-y of Errors                            | Brian LoSchiavo | Dan Fybel                                | 16 octobre 2022 -   | CASA03        | 0.92      |
|     |    |                                                                     |                 |                                          |                     |               |           |
| 243 | 5  | Tu t'es vu danser ? So You Stink You Can Dance                      | Ryan Mattos     | Jon Schroeder                            | 23 octobre 2022 -   | CASA04        | 1.49      |
|     |    |                                                                     |                 |                                          |                     |               |           |
| 244 | 6  | Pomme rouges (mais pas sanglantes) Apple Gore-chard! (But Not Gory) | Chris Song      | Scott Jacobson                           | 30 octobre 2022 -   | CASA05        | 1.66      |
|     |    |                                                                     |                 |                                          |                     |               |           |
| 245 | 7  | Gene virtuel Ready Player Gene                                      | Matthew Long    | Jameel Saleem                            | 13 novembre 2022 -  | CASA06        | 1.65      |
|     |    |                                                                     |                 |                                          |                     |               |           |
| 246 | 8  | Thanksgolfing Putts-giving                                          | Tom Riggin      | Katie Crown                              | 30 octobre 2022 -   | CASA07        | 1.09      |
|     |    |                                                                     |                 |                                          |                     |               |           |
| 247 | 9  | La Tombe de maman Show Mama from the Grave                          | Brian LoSchiavo | Holly Schlesinger                        | 30 octobre 2022 -   | CASA08        | 1.22      |
|     |    |                                                                     |                 |                                          |                     |               |           |
| 248 | 10 | Le Triathlon de Noël The Plight Before Christmas                    | Chris Song      | Loren Bouchard & Kelvin Yu               | 11 décembre 2022 -  | CASA10        | 1.46      |
|     |    |                                                                     |                 |                                          |                     |               |           |
| 249 | 11 | Tricherie et Tempête Cheaty Cheaty Bang Bang                        | Ryan Mattos     | Steven Davis                             | 8 janvier 2023 -    | CASA09        | 1.35      |
|     |    |                                                                     |                 |                                          |                     |               |           |